# والتر هاميلتون
والتر هاميلتون (بالإنجليزية: Walter Hamilton)‏ هو مدير عام ومحاسب ومدقق حسابات ‏ وسياسي بريطاني وأسترالي (وحمل سابقاً جنسية المملكة المتحدة لبريطانيا العظمى وأيرلندا)، ولد في 10 مارس 1863، وتوفي في 1 سبتمبر 1955. حزبياً، نشط في Liberal Union (South Australia) ‏ ( – 16 أكتوبر 1923) وLiberal Federation ‏ (16 أكتوبر 1923 – 9 يونيو 1932) وتحالف الليبرالية والريفي (9 يونيو 1932 – ).

## مناصب
- انتخب عضو مجلس النواب جنوب أستراليا من الجمعية عن دائرة Electoral district of East Torrens [الإنجليزية]‏ وقد انضم خلال فترته النيابية (8 أبريل 1933 – 18 مارس 1938)  للكتلة البرلمانية تحالف الليبرالية والريفي.
- انتخب عضو مجلس النواب جنوب أستراليا من الجمعية عن دائرة Electoral district of East Torrens [الإنجليزية]‏ وقد انضم خلال فترته النيابية (28 نوفمبر 1925 – 4 أبريل 1930)  للكتلة البرلمانية Liberal Federation [الإنجليزية]‏.
- انتخب عضو الجمعية التشريعية فيكتوريا.
- انتخب عضو مجلس النواب جنوب أستراليا من الجمعية عن دائرة Electoral district of East Torrens [الإنجليزية]‏ وقد انضم خلال فترته النيابية (21 مايو 1917 – 4 أبريل 1924)  للكتلة البرلمانية Liberal Union (South Australia) [الإنجليزية]‏.